# Estación de Luceros (TRAM Alicante)
Luceros es una estación de las líneas 1, 2, 3 y 4 del TRAM Metropolitano de Alicante. Por su situación y características, y por ser el origen de cuatro de las seis líneas existentes, se trata de un punto neurálgico de la red del Tram. Está situada bajo la plaza de los Luceros, de la que adquiere su nombre, en el cruce de los barrios Centro, Ensanche Diputación y Mercado.

## Localización y características
Luceros es una estación subterránea que se encuentra debajo de la plaza del mismo nombre. Tiene acceso por las cuatro calles que confluyen perpendicularmente en la plaza. Desde los paseos centrales ajardinados de las avenidas Federico Soto y General Marvá, con doble escalera mecánica, y desde las avenidas de la Estación y Alfonso el Sabio, mediante escalera simple desde una isleta central. Asimismo, tiene acceso peatonal desde el aparcamiento subterráneo de la avenida de la Estación y a través de un ascensor ubicado en la parte central de la plaza. Dispone de 1 andén y 2 vías.

## Líneas y conexiones
| << Cabecera | < Estación | Línea | Estación > | Cabecera >>             |
| ----------- | ---------- | ----- | ---------- | ----------------------- |
| Luceros     | Terminal   |       | Mercado    | Benidorm                |
| Luceros     | Terminal   |       | Mercado    | Sant Vicent del Raspeig |
| Luceros     | Terminal   |       | Mercado    | El Campello             |
| Luceros     | Terminal   |       | Mercado    | Plaza de La Coruña      |

- Luceros es la cabecera provisional de las líneas 1, 2, 3 y 4 a la espera de que se construya la Estación Intermodal de Alicante. En ese momento, la nueva estación pasará a ser cabecera de esas líneas. El proyecto de la estación Intermodal se ha anunciado para iniciar su construcción a finales del año 2023, con un plazo de ejecución de 48 meses y una inversión prevista de 100 millones de euros.[1]

## Evolución del tráfico
La estación de Luceros es la parada más concurrida de la red del Tram.
| Año       | 2010*   | 2011    | 2012    | 2013      | 2014      | 2015      | 2016      | 2017      | 2018      | 2019      | 2020      | 2021      | 2022      |
| --------- | ------- | ------- | ------- | --------- | --------- | --------- | --------- | --------- | --------- | --------- | --------- | --------- | --------- |
| Pasajeros | 462.300 | 921.819 | 948.428 | 1.197.592 | 1.674.218 | 1.698.863 | 1.674.956 | 1.728.513 | 1.754.298 | 1.894.496 | 1.058.866 | 1.389.047 | 2.110.810 |

(*) En el año 2010 los datos son a partir de la fecha de inauguración, 18 de junio.

## Estación

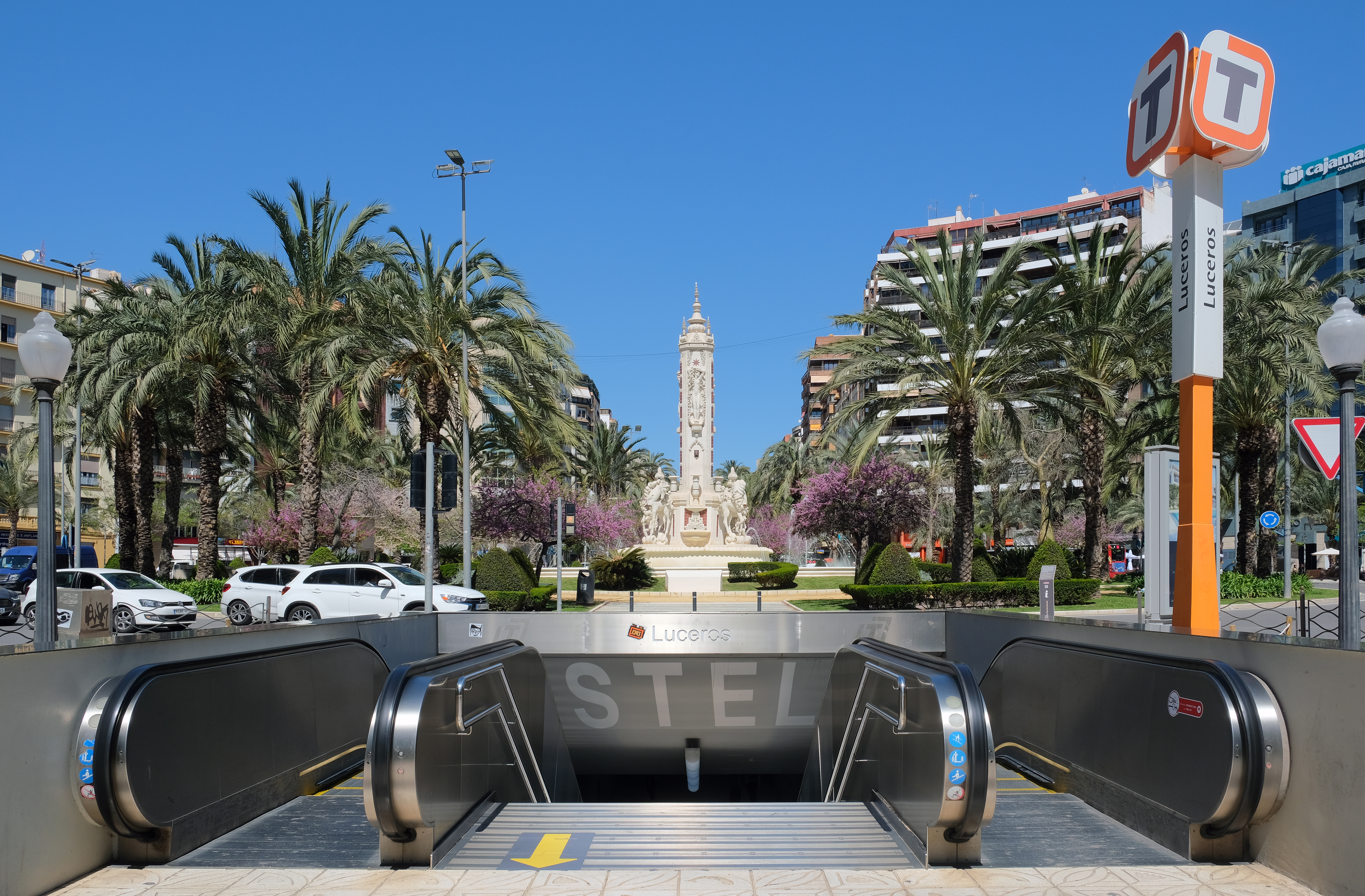
Boca de metro con acceso desde Avenida Federico Soto

El 4 de abril de 2005 se adjudicó la obra del tramo de vía entre las paradas de Mercado y Luceros, trazado a través de un túnel en el que se incluía la construcción de la estación subterránea, con un presupuesto de 50 millones de euros. Se trataba de realizar una excavación de 20 metros de profundidad para ubicar dos plantas. En la primera planta estaría el vestíbulo y los pasos peatonales y en la segunda, la más profunda, el andén y las vías. Los trabajos previos del proyecto empezaron el día 10 de julio del año siguiente. El 3 de octubre se inició el desmontaje de la fuente, que volvería a recolocarse cuatro meses más tarde en su lugar una vez restaurada, en febrero de 2007. Después, con el espacio ya abovedado, quedaron tres años más de trabajos para acondicionar sus 2200 metros cuadrados en el interior excavado. Finalmente, el día 18 de junio de 2010 se inauguró la nueva estación. 
En el año 2011, el proyecto de Luceros fue finalista en los premios FAD de arquitectura. En el año 2014, la obra de Luceros fue presentada en el pabellón de España de la Bienal de Arquitectura de Venecia.

## Véase también

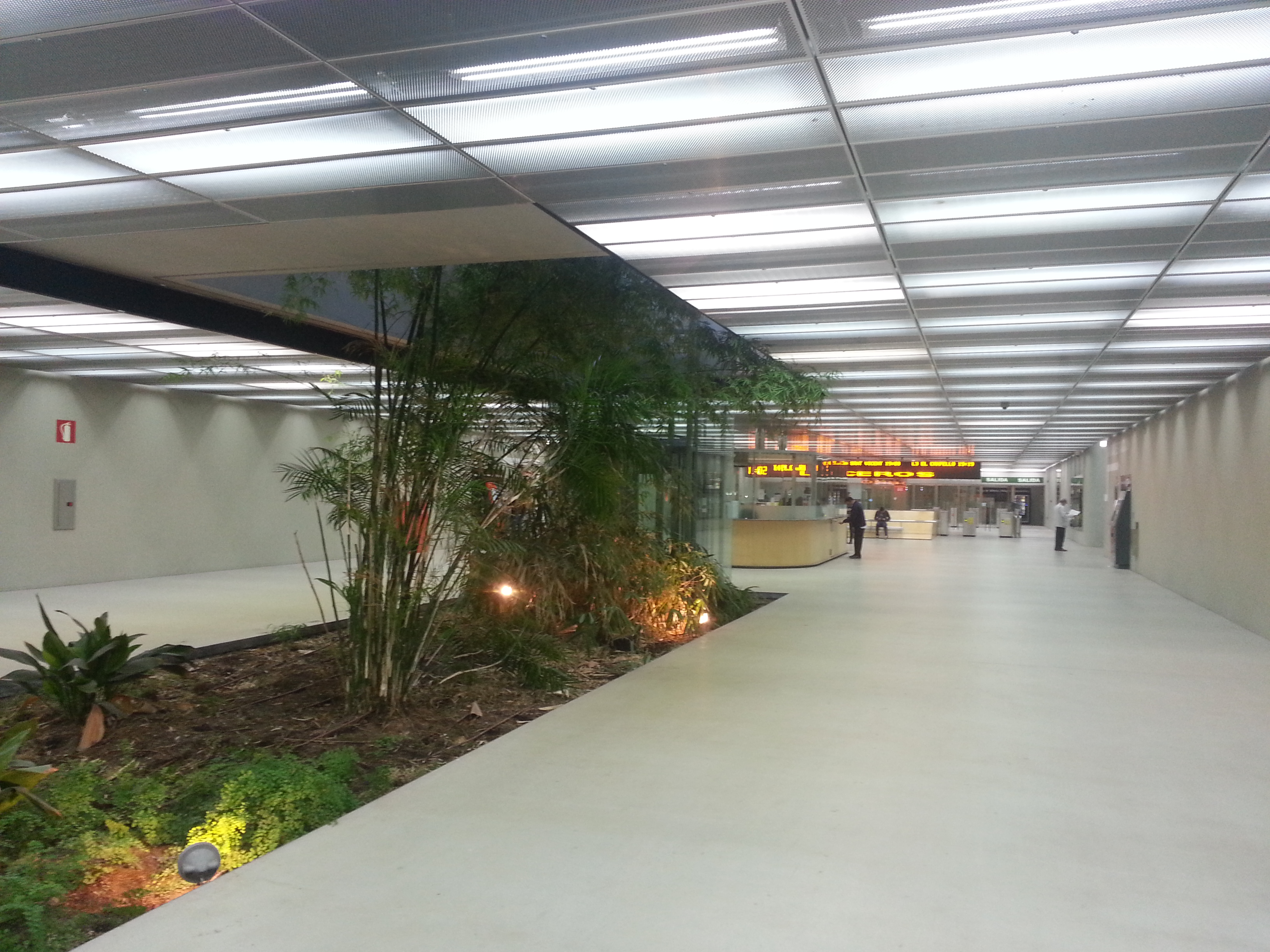
Vestíbulo de la estación de Luceros